# Onthophagus parcenotatus
Onthophagus parcenotatus là một loài bọ cánh cứng trong họ Bọ hung (Scarabaeidae).